# Commiphora acuminata
Commiphora acuminata là một loài thực vật có hoa trong họ Burseraceae. Loài này được Mattick mô tả khoa học đầu tiên năm 1935.